# Maxéville

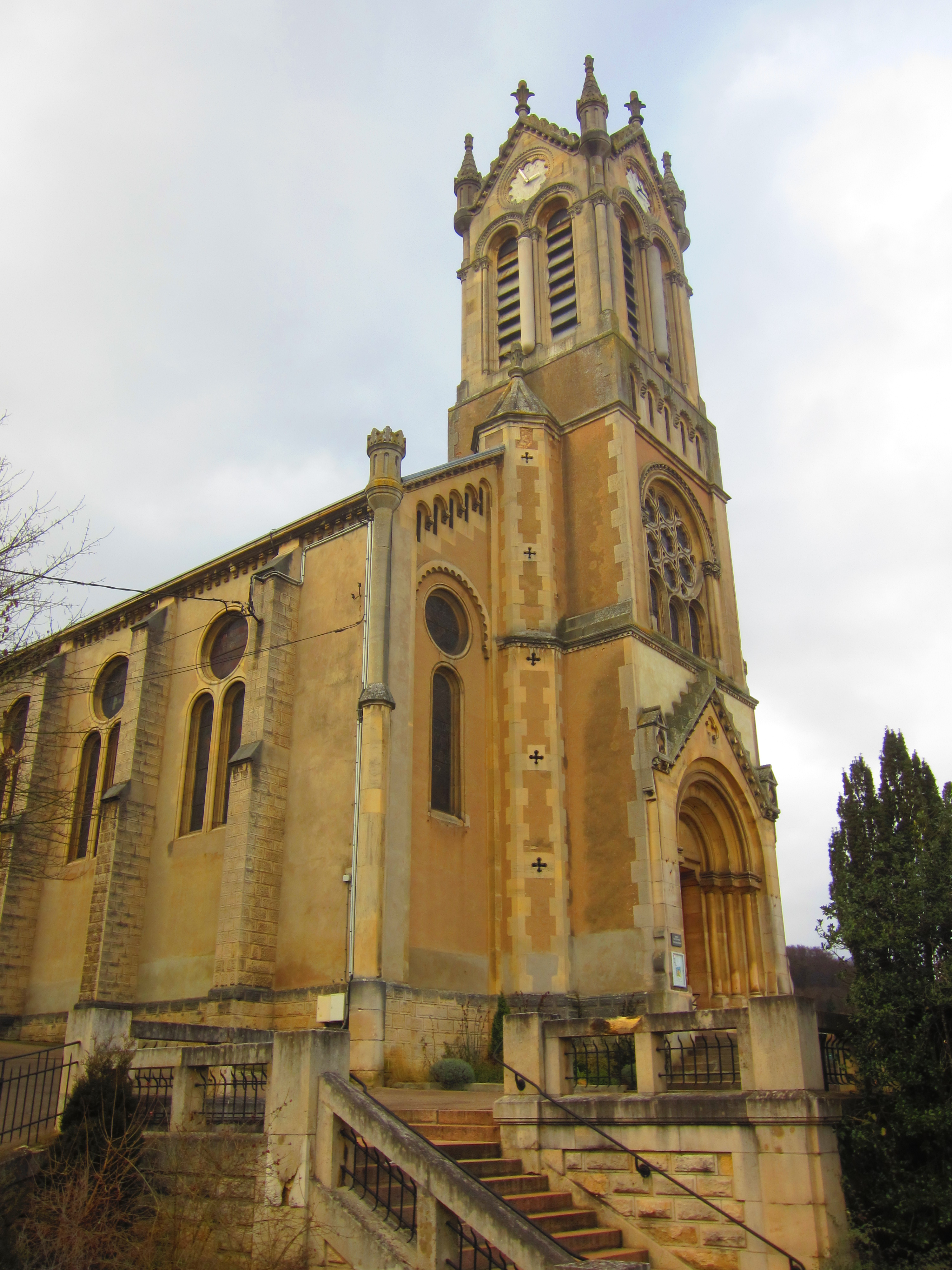
Kościół św. Marcina (2014)

Maxéville – miejscowość i gmina we Francji, w regionie Grand Est, w departamencie Meurthe i Mozela.
Według danych na rok 1990 gminę zamieszkiwało 8667 osób, a gęstość zaludnienia wynosiła 1542 osób/km² (wśród 2335 gmin Lotaryngii Maxéville plasuje się na 42. miejscu pod względem liczby ludności, natomiast pod względem powierzchni na miejscu 955.).

## Populacja

Populacja Maxéville w latach 1962–2008